# Luis Echeverría
Luis Echeverría Álvarez (Cidade do México, 17 de janeiro de 1922 – Cuernavaca, 8 de julho de 2022) foi um advogado e político mexicano. Exerceu o mandato Presidente do México de 1970 a 1976, herdando um conturbado período de manifestações estudantis de seu antecessor, Gustavo Díaz Ordaz.

## Primeiros anos
Filho de Catalina Álvarez e Rodolfo Echeverría, teve seus primeiros anos e estudo garantidos por instituições públicas. Durante a juventude, estudou na Universidad Nacional Autónoma de México (UNAM), onde se formou em Direito. Em seus anos como estudante universitário, Echeverría fundou o grupo "Mundo Libre Juvenil de México", bem como a revista "México" e "La Universidad".
Em 2 de janeiro de 1945, contraiu núpcias com María Esther Zuno (1924 - 1999), filha do ex-governador do estado de Jalisco, José Guadalupe Zuno.

## Trajetória política
Echeverría iniciou sua carreira política aos 22 anos, como secretário pessoal do general Rodolfo Sánchez Taboada, enquanto presidente do PRI (1946 - 1952), e posteriormente, na secretaria da Marinha (1952 - 1955).
Foi assim que, nomeado diretor administrativo do Comitê Executivo Central do partido, foi eleito subsecretário do Interior, durante a gestão de Adolfo López Mateos. Mais tarde, em 1964, foi nomeado Ministro do Interior.
Nesta época ocorreu a tragédia da matança de estudantes da Praça das Três Culturas em Tlatelolco, no dia 2 de outubro de 1968, que deixou entre os feridos, a jornalista italiana Oriana Fallaci, que cobria a manifestação. Oriana foi alvejada por três tiros disparados por militares do exército mexicano.
Em 1969, foi designado candidato a presidência da república pelo PRI. 
Nas eleições federais de 5 de julho de 1970, Echeverría derrotou o candidato do Partido de Ação Nacional (PAN), Efraín González Morfín, com 84,32% dos votos (total de 11 904 893 votos), contra 13,77% de Efraín (total de 1 945 070 votos).
Em dezembro daquele mesmo ano, tomou posse perante o congresso, como novo chefe de estado da nação. 

## Presidência (1970–1976)
Desde o início de seu mandato, buscou concretizar uma "reconciliação" com antigos opositores, concedendo diversos habeas corpus a eles.
Em 10 de junho de 1971, teve lugar uma manifestação estudantil na Cidade do México em apoio aos estudantes de Monterrey, que foram recebidos em uma violenta emboscada preparada pelo grupo paramilitar, conhecidos como "Los Halcones" (Os Falcões). Eles atuavam sob apoio do governo, sendo financiado por órgãos internos e externos. Quase 120 manifestantes foram mortos, entre eles um menino de quatorze anos. Após mais esse episódio de violência, o presidente exigiu a renúncia do Chefe do Departamento do Distrito Federal.
Este acontecimento ficou conhecido como El halconazo ou a matança de Corpus Christi.

### Atuação no campo econômico
Echeverría tentou adotar um plano econômico inspirando-se no ex-presidente Lázaro Cardenas, porém, não obteve sucesso. Aumentou de forma considerável os gastos públicos, emitindo papel moeda sem valor e somando dívidas, em conjunto com a crise internacional provocada pela crise do petróleo, que trouxeram diversas perdas no início daquela década.
O governo se converteu em uma espécie de "empresário", e se lançou na compra de empresas privadas, buscando uma alternativa para que os funcionários dessas não perdessem seus empregos, o que não ajudou muito, devido à ineficiência administrativa e a corrupção. Durante seu governo, foi abandonado o câmbio fixo que vigorava no país desde 1954. De $ 12,50 por dólar, até o final de seu mandato, o câmbio chegou a $ 20,00 por dólar. A dívida externa aumentou de 6 000 milhões de dólares para mais de 20 000 milhões.
Realizou uma grande quantidade de viagens a países da Europa, Ásia, África e América Latina. Seu governo foi bastante próximo dos regimes socialistas do Chile e Cuba, dando exílio a Hortensia Bussi, esposa do presidente chileno Salvador Allende, quando este morreu em 1973, depois de derrotado por um golpe de estado. Também deu exílio a um grande número de pessoas provenientes das ditaduras da América do Sul. Mas também realizou a chamada "Guerra Sucia", durante a qual uma grande quantidade de pessoas foram torturadas e desaparecidas. Em seu governo foram mortos os guerrilheiros Genaro Vázquez e Lucio Cabañas.
Quase no final do seu mandato desencadeou-se uma onda de sequestros e assaltos a bancos por grupos guerrilheiros de extrema esquerda. O caso mais famoso foi o sequestro e assassinato do empresário Eugenio Garza Sada.
Entregou a presidência a José López Portillo, que havia sido secretário de seu governo. Aspirou uma indicação para o posto de secretário geral das Organização das Nações Unidas, saindo derrotado pelo diplomata peruano Javier Pérez de Cuéllar.

## Últimos anos e morte
Em 20 de setembro de 2005, o promotor especial para crimes do passado, apresentou acusações de genocídio contra Luis Echeverría Álvarez por sua responsabilidade, como Ministro do Interior, durante o Massacre de Tlatelolco, em 2 de outubro de 1968. Um mandado de prisão contra Echeverría foi emitido por um tribunal mexicano em 30 de junho de 2006, mas foi considerado inocente das acusações em 8 de julho de 2006. Echeverría processou o PRD (partido autor das denúncias) por falsas acusações. 
Em 29 de novembro de 2006, ele foi acusado dos assassinatos e sua prisão domiciliar foi ordenada por um juiz mexicano. Em 26 de março de 2009, um tribunal federal ordenou sua libertação, bem como isenções da acusação de genocídio para os eventos em Tlatelolco.
Echeverría morreu em 8 de julho de 2022, aos cem anos de idade, em Cuernavaca.

## Informante da CIA e influência da KGB
Segundo o livro Inside the Company: CIA Diary (Inside the Company: Diary of the CIA), de Philip B. Agee, Echeverría foi colaborador da Agência Central de Inteligência (CIA), como seu antecessor Gustavo Díaz Ordaz. Documentos desclassificados da agência várias décadas depois atribuem a Echeverría o código Litempo-8. O código Litempo era composto pelo prefixo LI, que identificava as operações no México, e Tempo, que identificava o programa de relacionamento entre a CIA e "funcionários de alto escalão" do México.

De acordo com o livro The Mitrokhin Archive II: The KGB and the World (El Archivo Mitrojin II: El KGB y el mundo), de Christopher Andrew e Vasili Mitrojin, embora a KGB não pudesse ter acesso direto a Echevarría, isso influenciou seu ambiente próximo" para influenciar o presidente. Por meio de um agente de codinome URAN e dois contatos confidenciais, de codinome MARTINA e OLMEK, a KGB influenciou as decisões do presidente mexicano em relação à política externa.

## Ligação externa
- «Bibliografia dos presidentes do México: Luis Echeverría Álvarez» (em espanhol)